# Ordynacka (jurydyka)

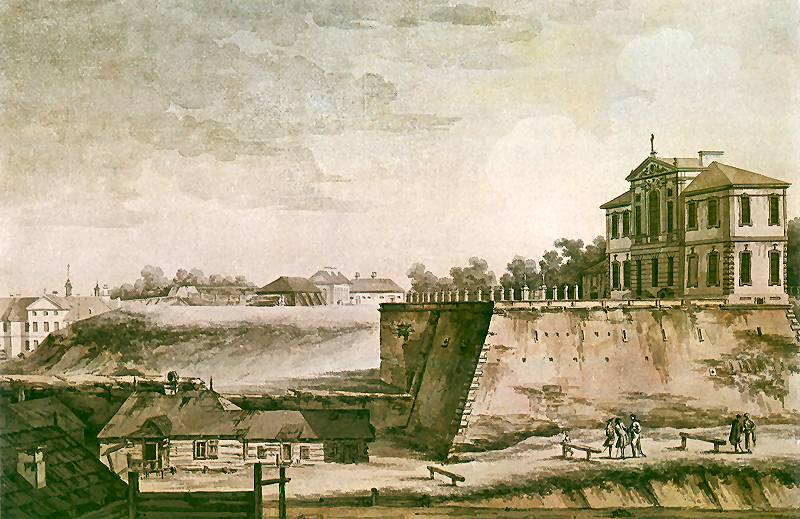
Zygmunt Vogel, Widok pałacu Ordynackiego i klasztoru św. Kazimierza, 1785

Ordynacka – jurydyka założona w 1739 roku przez Zamoyskich. Współcześnie jej obszar znajduje się w dzielnicy Śródmieście w Warszawie.

## Opis
W 1725 roku Michał Zamoyski nabył od kapituły kościoła św. Jana nieruchomość znajdującą się po wschodniej stronie Nowego Światu, wyłączoną wcześniej z jurydyki Nowoświeckiej. W 1739 roku jego syn Jan Jakub Zamoyski założył tam jurydykę, nazwaną Ordynacką. Zajmowała 14 działek po wschodniej stronie Nowego Światu, od ul. Ordynackiej do ul. Foksal. Główną ulicą jurydyki była obecna.
Tak jak pozostałe warszawskie jurydyki, Ordynacka została zniesiona w 1791 roku przez ustawę – Prawo o miastach, która zaczęła obowiązywać od 1794 roku.